# لالرينديكا رالتي
لالرينديكا رالتي (7 سبتمبر 1992 الهند - ) هو لاعب كرة قدم هندي، يلعب كلاعب وسط، شارك في دورة الألعاب الآسيوية 2014.

## روابط خارجية
- لالرينديكا رالتي على موقع قاعدة بيانات كرة القدم.إي يو (الإنجليزية)
- لالرينديكا رالتي على موقع ناشيونال فوتبول تيمز (الإنجليزية)
- لالرينديكا رالتي على موقع Soccerway.com (الإنجليزية)